# ابراهیم بن موسی شاطبی
ابراهیم بن موسی شاطبی(درگذشت ۷۹۰ق) از فقیهان مذهب مالکی و محدث اندلسی بود. نام و نسب او «ابراهیم بن موسی بن محمد لخمی غرناطی» مشهور به شاطبی، گزارش شده است.

## آثار
- الموافقات فی اصول الفقه
- المجالس
- الافادات و الاشارات
- الاتفاق فی علم الاشتقاق
- اصول النحو
- الاعتصام
- شرح الألفیة
- المقاصد الشافیه فی شرح خلاصة الکافیه